# 李庆贵
李庆贵（1955年—），男，河南南召人，中华人民共和国政治人物。曾任中共新乡市委书记等职。

## 生平
1982年，毕业于河南大学政教系政教专业。1995年，担任河南省人民政府办公厅副主任。1998年，任河南省人民政府副秘书长。2003年，担任河南省中小企业服务局局长。2006年，担任中共新乡市委副书记、市长。2008年，当选为全国人大代表，代表河南省选区，任期5年。2011年，升任中共新乡市委书记，在主政新乡期间，新乡市常务副市长贾全明，新乡市公安局局长孟钢，副市长崔学勇三人皆因为贪腐被中共河南省纪委立案调查，而李庆贵也因为失职失责受到中共河南省委党内严重警告处分，并被调离新乡市。李庆贵随即回到郑州，出任河南省直管县体制改革试点工作领导小组副组长。